# María Clavería
María Ester Claverie Inostroza, meglio conosciuta come María Clavería (Santiago del Cile, 17 agosto 1939), è un'ex cestista cilena.

## Carriera
Con il Cile ha disputato i Campionati del mondo del 1957 e i Giochi panamericani di Chicago 1959.